# Hyrtacus
Hyrtacus is een geslacht van Phasmatodea uit de familie Phasmatidae. De wetenschappelijke naam van dit geslacht is voor het eerst geldig gepubliceerd in 1875 door Carl Stål.

## Soorten
Het geslacht Hyrtacus omvat de volgende soorten:
- Hyrtacus caurus (Tepper, 1905)
- Hyrtacus procerus Brunner von Wattenwyl, 1907
- Hyrtacus semoni Brunner von Wattenwyl, 1907
- Hyrtacus tuberculatus Stål, 1875